# The Eagle Has Landed III
The Eagle Has Landed III è il sesto album dal vivo dei Saxon nonché il secondo a presentare la formazione di Unleash the Beast (nel primo cd), uscito il 6 giugno 2006 per l'etichetta discografica Steamhammer/SPV GmbH.

## Il disco
L'album segna il ritorno di Nigel Glockler in seno al gruppo, dopo sette anni di assenza. Le tracce registrate nel 2004 vedono il tedesco Jörg Michael alla batteria e risalgono al tour di supporto a Lionheart, mentre quelle del 2005 sono estratte dalla tournée celebrativa dove venivano eseguiti solo pezzi degli anni ottanta.

## Tracce

### CD 1
1. "This Town Rocks"  (Stockholm 2005)
2. "Backs To The Wall"  (Nürnberg 2005)
3. "Redline"  (Hamburg 2005)
4. "Stand Up And Be Counted"  (Berlin 2005)
5. "Never Surrender"  (Berlin 2005)
6. "Frozen Rainbow"  (Fulda 2005)
7. "Suzie Hold On"  (Nürnberg 2005)
8. "Play It Loud"  (Nürnberg 2005)
9. "Warrior"  (Nürnberg 2005)
10. "See The Lights Shining"  (Hamburg 2005)
11. "To Hell And Back Again"  (Hamburg 2005)
12. "Stallions Of The Highway"  (Fulda 2005)
13. "Wheels Of Steel"  (Nürnberg 2005)
14. "And The Bands Played On"  (Wacken 2004)
15. "Crusader"  (Wacken 2004)

- Durata: 72 min 57 s

### CD 2
1. "The Return" (Paris 2004)
2. "Lionheart" (Paris 2004)
3. "Man & Machine" (London 2004)
4. "Beyond The Grave" (London 2004)
5. "Searching For Atlantis" (London 2004)
6. "To Live By The Sword Pt. I" (London 2004)
7. "Unleash The Beast" (London 2004)
8. "To Live By The Sword Pt. II" (London 2004)
9. "Flying On The Edge" (Paris 2004)
10. "Jack Tars" (Kiel 2004)
11. "English Man ´O' War" (Kiel 2004)
12. "Court Of The Crimson King" (Kiel 2004)
13. "Broken Heroes (Kiel 2004)"
14. "Dragon's Lair" (Kiel 2004)
15. "Rock Is Our Life" (Wacken 2004)
16. "Travellers Time" (Wacken 2004)
17. "Solid Ball Of Rock" (Wacken 2004)

- Durata: 70 min 22 secondi

## Formazione

### CD1
- Biff Byford - voce
- Paul Quinn - chitarra
- Doug Scarrat - chitarra
- Nibbs Carter - basso
- Nigel Glockler - batteria
- Jörg Michael - batteria (nella 14 e nella 15)

### CD2
- Biff Byford - voce
- Doug Scarrat - chitarra
- Paul Quinn - chitarra
- Nibbs Carter - basso
- Jörg Michael - batteria